# Velthusenův palác
Velthusenův palác nachází se na rohu náměstí Orła Białego ve Štětíně, na křižovatce ulic Staromłyńské a Łaziebné.

## Historie
Palác nechal v letech 1778–1779 postavit štětínský průmyslník a obchodník Georg Ch. Velthusen. Původně zde sídlil vinařský závod a sklad vína Georga Velthusena, později, v letech 1874–1920, zde sídlila Wolkenhauerova továrna na klavíry. V následujících letech, až do roku 1944, v budově sídlila Pomořanská zemská banka. Palác byl vybombardován 21. dubna 1943. Práce na rekonstrukci začaly o 15 let později (v letech 1959–1962). Od roku 1963 až dodnes v budově sídlí hudební škola Feliksa Nowowiejského.

## Popis
Výzdoba fasády je příkladem architektury na pomezí baroka a klasicismu. V nadpraží oken v prvním patře jsou busty 20 polských a zahraničních skladatelů (před druhou světovou válkou zde byly busty filozofů). Na tympanonech budovy jsou vyobrazeny výjevy spojené se sklizní hroznů a přepravou sudů s vínem (odkaz na povolání prvního majitele paláce).
| Busty skladatelů |
| --- |
| ulice Łaziebna: Edvard Grieg, Johann Sebastian Bach, Ludwig van Beethoven, Carl Loewe, Wolfgang Amadeus Mozart, Jean Sibelius, Claude Debussy, Michail Glinka, Antonio Vivaldi, Giuseppe Verdi, Igor Stravinskij, Sergej Prokofjev, Antonín Dvořák, Henryk Wieniawski, Ignacy Paderewski, Bedřich Smetana ulice Staromłyńska: Fryderyk Chopin, Stanisław Moniuszko, Feliks Nowowiejski, Karol Szymanowski |